# Литкіно (Калузька область)
Литкіно (рос. Лыткино) — присілок в Таруському районі Калузької області Російської Федерації.
Населення становить 12 осіб. Входить до складу муніципального утворення Присілок Похвиснево.

## Історія
Від 2004 року входить до складу муніципального утворення Присілок Похвиснево

## Населення
| 2002 | 2010 |
| ---- | ---- |
| 8    | ↗12  |